# Dactylonotus frater
Dactylonotus frater är en tvåvingeart som beskrevs av Octave Parent 1939. Dactylonotus frater ingår i släktet Dactylonotus och familjen styltflugor.
Artens utbredningsområde är Zimbabwe. Inga underarter finns listade i Catalogue of Life.